# Zemitrella turgida
Zemitrella turgida är en snäckart som beskrevs av Powell 1937. Zemitrella turgida ingår i släktet Zemitrella och familjen Columbellidae. Inga underarter finns listade i Catalogue of Life.